# شراب الورد
شراب الورد هو شراب منعش يتم تحضيره في بلاد الشام وبعض بلاد الشرق الأوسط من بعض أنواع الورود ذات الرائحة العطرة الجميلة بالإضافة للسكر وماء ورد الطبيعي وهو ذو لون أحمر ورائحة وردية جميلة. يقدم في الأفراح والمناسبات السعيدة.